# Yōsuke Yamashita

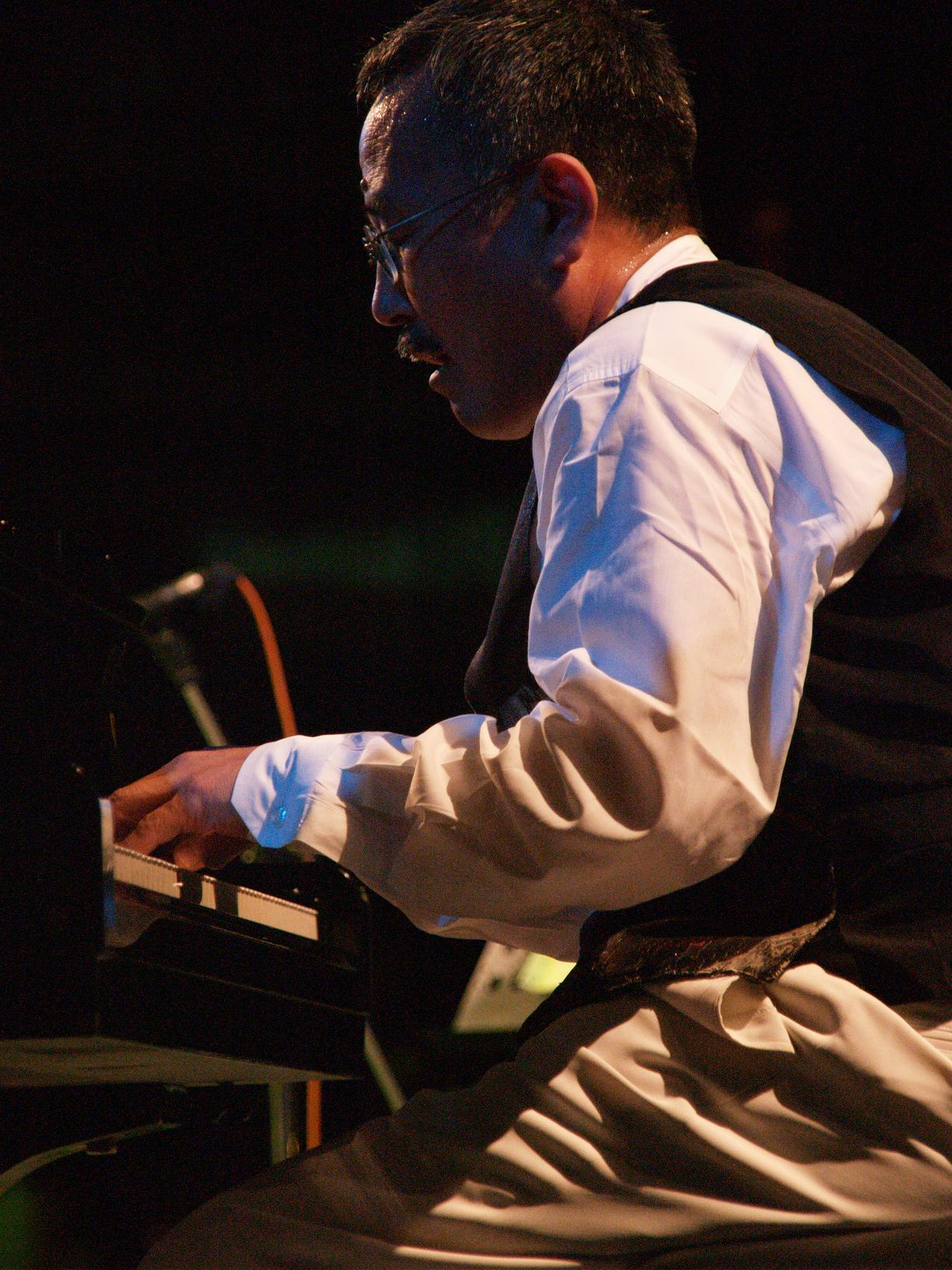
Yōsuke Yamashita (2006)

Yōsuke Yamashita (jap. 山下 洋輔, Yamashita Yōsuke; * 26. Februar 1942 in der Präfektur Tokio) ist ein japanischer Pianist des Creative Jazz. In Europa galt er in den 1970er Jahren als „der bekannteste Repräsentant des japanischen Free Jazz“ (Martin Kunzler). Mit zunächst totalem Einsatz von Energie und schließlich immer subtilerer Differenzierung entwickelte er eine eigenständige Musik, die zunächst häufig als „Kamikaze-Jazz“ auf Unverständnis stieß. Dagegen meinte sein Piano-Kollege Walter Norris: „Er ist weit mehr als ein ganz hervorragender Techniker, er hat die gleiche Kraft, sich auszudrücken, wie wir es bei Charlie Parker hörten. Natürlich mag es Leute geben, die diese Musik nur als eine Art Geräusch bezeichnen, aber die liegen völlig falsch. Yamashita spiegelt in seiner Musik die Gegenwart.“

## Leben und Wirken
Yamashita hatte als Kind zunächst Geigenunterricht; in der Dixieland-Band seines Bruders spielte er Klavier und nahm Privatunterricht bei einer Pianistin. Von 1962 bis 1967 studierte er an der Musikhochschule Kunitachi Komposition, Klavier und Musikgeschichte. Bereits zu dieser Zeit trat er mit den Bands von Terumasa Hino, Masabumi Kikuchi und Sadao Watanabe auf. 1969 gründete er sein einem freien Power Play verhaftetes Trio mit dem Saxophonisten Seiichi Nakamura, der später durch Akira Sakata ersetzt wurde und dem Schlagzeuger Takeo Moriyama bzw. Shōta Koyama und erste Alben vorlegte, die zunächst allerdings nur auf dem japanischen Markt veröffentlicht wurden. 1974 absolvierte er mit dem Trio eine sehr erfolgreiche Europatournee mit Auftritten auf dem Moers Festival, den Donaueschinger Musiktagen und den Berliner Jazztagen. In den nächsten Jahren folgten weitere Gastspiele in Europa, wo das Trio auch durch Manfred Schoof oder durch Adelhard Roidinger verstärkt wurde. In Japan trat er einerseits mit Akira Sakata, Toshinori Kondō, Gerald Ohshita, Hideaki Mochizuki und Shota Koyama im Jam Rice Sextet, andererseits mit Masahiko Satō im Duo auf. 1979 präsentierte Yamashita sein Trio erstmals in den Vereinigten Staaten, wo er auf dem Newport Jazz Festival auftrat, aber auch mit den AACM-Musikern Joseph Jarman, Malachi Favors und Don Moye das Album „First Time“ einspielte. In den 1980er Jahren gab er klanglichen Differenzierungen mehr Raum und begann, sich für großformatige Besetzungen zu interessieren; er leitete eine Big Band und nahm mit dem Philharmonischen Orchester von Ōsaka eigene Kompositionen, aber auch Gershwins „Rhapsody in Blue“ auf. Außerdem trat er nun auch mit in der Tradition gegründeten Perkussionsensembles auf wie Kodō aus Japan (Album „Kodo Vs. Yosuke Yamashita – Live“, 1986) oder Samulnori aus Südkorea. Mit dem Shakuhachispieler Hōzan Yamamoto spielte er das Album „Bolero“ ein, mit Bennie Wallace „Brillant Corners“. Außerdem kam es zu Konzerten und Aufnahmen mit Bill Laswell, Lester Bowie, Elvin Jones oder Max Roach. 1988 gründete er mit Cecil McBee und Pheeroan akLaff sein „New York Trio“, das auch mit Joe Lovano, Ravi Coltrane oder Tim Berne auftrat und Einspielungen wie „Crescendo“, „Sakura Live“ oder „Wind of Age“ präsentierte. Parallel unterhielt er ein japanisches Trio. Yamashita ist auch ein viel gelesener Essayist; er hat mehr als zehn Bücher in Japan veröffentlicht.
Im Mai 2003 wurde Yamashita von der japanischen Regierung mit dem Ordensband in Purpur für seine Verdienste ausgezeichnet. Seit 2004 ist er als Gastprofessor an der Musikhochschule Kunitachi tätig. 2008 spielte er auf seinem brennenden (alten) Flügel und ließ sich dabei filmen.

## Diskographische Hinweise
- Clay (Enja, 1976) solo
- Chiasma (MPS Records, 1976) Trio mit Akira Sakata (as) und Takeo Moriyama (dr) live in Heidelberg 1975
- Banslikana (Enja, 1976) solo
- Inner Space (Enja, 1977) mit Adelhard Roidinger
- It Don't Mean A Thing (DIW, 1984) solo
- Breath (Denon, 1984) mit Hōzan Yamamoto und Masahiko Togashi
- Kurdish Dance (Verve 1993) mit Joe Lovano, Cecil McBee und Pheeroan akLaff
- Dazzling Days (Verve, 1993)
- Fragments 1999 (Verve, 1999) mit McBee & akLaff
- Resonant Memories (Verve, 2000) solo

## Lexigraphische Einträge
- Martin Kunzler: Jazz-Lexikon. Band 2: M–Z (= rororo-Sachbuch. Bd. 16513). 2. Auflage. Rowohlt, Reinbek bei Hamburg 2004, ISBN 3-499-16513-9.